# Fiesso d’Artico
Fiesso d'Artico település Olaszországban, Veneto régióban, Velence megyében. Lakosainak száma 8474 fő (2023. január 1.). Fiesso d’Artico Dolo, Stra, Vigonza és Pianiga községekkel határos.

## Népesség
A település népességének változása:
| Lakosok száma | 8222 | 8341 | 8474 |
|               | 2017 | 2018 | 2023 |